# Denis Nagulin
Denis Nagulin [dɪniˈs nɐˈgulɪn] (russisch Дени́с Нагу́лин; * 27. November 1992 in Sankt Petersburg) ist ein russischer Automobilrennfahrer. Er startete 2014 in der GP3-Serie.

## Karriere
Nagulin begann seine Motorsportkarriere 2008 im Tourenwagensport. Er nahm in der Light-Klasse der Russian Touring Car Championship (RTCC) teil. 2009 und 2010 fuhr Nagulin in der finnischen Legends Trophy. 2011 wechselte Nagulin in den Formelsport in den Formel Renault 2.0 Eurocup zu Cram Competition. Er wurde 42. in der Fahrerwertung.
2012 erhielt Nagulin ein Cockpit bei Campos Racing in der European F3 Open. Während sein Teamkollege Facu Regalía Rennen gewann und Vierter wurde, erreichte Nagulin mit einem neunten Platz als bestem Ergebnis den 21. Gesamtrang. Außerdem trat Nagulin für AV Formula zu einer Veranstaltung der alpinen Formel Renault an. 2013 bestritt Nagulin seine zweite Saison für Campos in der European F3 Open. Mit einem sechsten Platz als bestem Resultat verbesserte er sich auf den 19. Platz im Gesamtklassement. Außerdem ging Nagulin für Cram bei einer Veranstaltung der Formel Abarth an den Start. Dabei gewann er ein Rennen.
2014 trat Nagulin für Trident Racing in der GP3-Serie an. Nach dem ersten Rennwochenende verlor er sein Cockpit und absolvierte im Verlauf der Saison keine weiteren Rennen.

## Statistik

### Karrierestationen
| - 2008: RTCC, Light (Platz 13) - 2009: Finnische Legends Trophy - 2010: Finnische Legends Trophy (Platz 18) | - 2011: Formel Renault 2.0 Eurocup (Platz 42) - 2012: European F3 Open (Platz 21) - 2012: Alpine Formel Renault (Platz 37) | - 2013: European F3 Open (Platz 19) - 2013: Formel Abarth (Platz 9) - 2014: GP3-Serie (Platz 35) |

### Einzelergebnisse in der GP3-Serie
| Jahr | Team           | 1   | 2   | 3   | 4   | 5   | 6   | 7   | 8   | 9   | 10  | 11  | 12  | 13  | 14  | 15  | 16  | 17  | 18  | Punkte | Rang |
| ---- | -------------- | --- | --- | --- | --- | --- | --- | --- | --- | --- | --- | --- | --- | --- | --- | --- | --- | --- | --- | ------ | ---- |
| 2014 | Trident Racing | ESP | ESP | AUT | AUT | GBR | GBR | GER | GER | HUN | HUN | BEL | BEL | ITA | ITA | RUS | RUS | UAE | UAE | 0      | 35.  |
| 2014 | Trident Racing | 20  | DNF |     |     |     |     |     |     |     |     |     |     |     |     |     |     |     |     | 0      | 35.  |